# Campionati mondiali militari di triathlon
I campionati mondiali militari di triathlon sono una competizione mondiale di triathlon, riservata ad atleti militari e organizzata con cadenza periodica dal Conseil International du Sport Militaire. Nel 2008 si è tenuta la XV edizione in Estonia.

## Edizioni
| Ed.  | Anno | Sede                   |
| ---- | ---- | ---------------------- |
| VII  | 2000 | Sabaudia Italia        |
| VIII | 2001 | Murska Sobota Slovenia |
| IX   | 2002 | Otepää Estonia         |
| X    | 2003 | Dronten Danimarca      |
| XI   | 2004 | Belfort Francia        |
| XII  | 2005 | Ventura Stati Uniti    |
| XIII | 2006 | Såtenäs Svezia         |
| XIV  | 2007 | Hyderabad India        |
| XV   | 2008 | Otepää Estonia         |

## Titoli
I mondiali militari di triathlon assegnano cinque titoli, due maschili, due femminili ed uno mista, il challange trophy che assegna il titolo alla nazione che ha ottenuto la miglior somma dei tempi.
- Uomini individuale
- Uomini a squadre
- Donne individuale
- Donne a squadre
- Challenge trophy (a squadre miste)